# Nicolas Jacques Pelletier
Nicolas Jacques Pelletier var en fransk rånare och den första människan som avrättades med giljotinen, dömd för att ha begått ett beväpnat rån. Detta ägde rum i Paris den 25 april 1792.